# Picramnia grandifolia
Picramnia grandifolia är en tvåhjärtbladig växtart som beskrevs av Adolf Engler. Picramnia grandifolia ingår i släktet Picramnia och familjen Picramniaceae. Inga underarter finns listade.